# Štefanovce (Prešov)
Štefanovce (in ungherese Istvánvágás) è un comune della Slovacchia facente parte del distretto di Prešov, nella regione omonima.